# فرودگاه افیون قره‌حصار
فرودگاه افیون قره‌حصار (به انگلیسی: Afyon Airport) (به زبان بومی: Afyon Havalimanı) یک فرودگاه نظامی با کد یاتا AFY است که یک باند فرود بتن دارد و طول باند آن ۳۰۰۰ متر است. این فرودگاه در شهر افیون قره‌حصار کشور ترکیه قرار دارد و در ارتفاع ۱۰۰۹ متری از سطح دریا واقع شده است.